# Live! (album, 5Angels)
Live! je koncertní album skupiny 5Angels vydané v roce 2009. V roce 2011 pak bylo vydáno v reedici kvůli vysoké poptávce. Podle obalu alba obsahuje písně z muzikálu „Tajemství pěti andělů“.
Tato deska obsahuje z větší části stejné skladby jako první album (5Angels, 2008) původního seskupení, pouze přezpívané novými členkami.

## Seznam skladeb
1. „You'll always find your way back home“ (3:46)
2. „Tajemství“ (4:12)
3. „Chatovací mejdan“ (3:55)
4. „Když se zdá (Šalalalala lala)“ (4:19)
5. „Dětská láska“ (3:38)
6. „Táto, noc nečeká“ (4:04)
7. „Vesmírný výlet“ (3:36)
8. „Soused“ (3:16)
9. „Zpívání v dešti“ (3:18)
10. „Trapas století“ (3:35)
11. „Ples démonů“ (4:00)
12. „Krok za krokem“ (4:25)
13. „Pět andělů“ (3:11)

Extra
14. „Soused“ – TV version (2:13)
15. „Ples démonů“ – TV version (2:14)
16. „Když se zdá“ – Karaoke version (3:51)